# Tectaria transiens
Tectaria transiens là một loài thực vật có mạch trong họ Dryopteridaceae. Loài này được (C.V. Morton) A.R. Sm. miêu tả khoa học đầu tiên năm 1980.